# Iwky (obwód chmielnicki)
Iwky (ukr. Івки; pol. hist. Jówki, Juwki, Iwki) – wieś na Ukrainie, w obwodzie chmielnickim, w rejonie starosieniawskim. W 2001 roku liczyła 285 mieszkańców.

## Pałac
- pałac przebudowany z dworu w latach 1906-1908 przez Emanuela z Kościelca Pogorskiego w stylu włoskiego renesansu[1]. Obiekt wzorowany był na pałacu Barberinich w Rzymie[2] miał podcienia arkadowe od frontu.